# Rudawa (województwo świętokrzyskie)
Rudawa – wieś w Polsce położona w województwie świętokrzyskim, w powiecie pińczowskim, w gminie Złota.
| SIMC    | Nazwa        | Rodzaj    |
| ------- | ------------ | --------- |
| 0280577 | Nowa Rudawa  | część wsi |
| 0280583 | Stara Rudawa | część wsi |

W latach 1975–1998 miejscowość położona była w województwie kieleckim.